# 國立中央科學館
36°22′34″N 127°22′30″E / 36.376155°N 127.375071°E
國立中央科學館（韓語：국립중앙과학관），是位於韓國大田廣域市儒城區大德大路的國家級科学博物馆。該館於1990年10月9日開放，展出有科學技術史、自然歷史、自然科學及科技產業相關的資料和樣品。

## 历史
- 1926年10月：審批設立科學館。
- 1927年5月：開始在位於朝鮮總督府大樓定期展覽。
- 1945年10月：改稱國立科學博物館。
- 1949年7月：改稱國立科學館。
- 1962年8月：遷至首爾钟路区
- 1990年10月：改组为國立中央科學館，并迁移至大田廣域市儒城區。
- 2008年4月21日：國立中央科學館磁懸浮列車開通運營
- 2008年4月28日：生命科學館開館。
- 2013年5月6日：宇宙科學公園開館[1][2]。

## 展品

### 設施現狀
常设展馆、天体馆、生物探索馆，太空馆、创意馆、科学馆厅、空间体验、特别展览馆、露天展览馆、科学营、磁悬浮列车、水科学公园等區域。

### 常設展示館
- 人類與太空
- 韓國自然歷史
- 韓國科學技術史
- 海洋夢想與未來
- 陶瓷科學
- 基礎科學
- 工業技術
- 宇宙體驗館
- 生物探索館

### 策劃展覽館
- 隨時策劃的科學技術特別主題

### 露天展品館
- 太陽能發電機
- F86-F戰鬥機
- 莫比乌斯带
- 水科學實驗
- 磁懸浮列車歷史
- 宇宙科學公園
- 太阳能电池板

## 相關資訊
- 位置：大田廣域市儒城區大德大路481
- 開放時間：早上9:30至下午5:50[3]

## 外部連結
- 국립중앙과학관 공식 홈페이지